# Filipe Crawford
João Filipe Dias Crawford Cabral (Lisboa, 16 de Maio de 1957) é um actor português. Tem ao longo dos anos participado em várias séries televisivas, mas é no teatro que tem estado mais envolvido, principalmente através da sua produtora, Filipe Crawford Produções Teatrais. O actor é especialista na técnica de teatro com máscara.

## Biografia
Filipe Crawford, descendente de escoceses, fez o Conservatório de Lisboa e estudou em Estrasburgo e em Paris com os encenadores Mário Gonzalez e Ariane Mnouchkine. Estreou-se como actor em 1976, com Richard Demarcy. Desde aí foi visto nos mais conhecidos grupos independentes da capital. Enquanto encenador passaram por ele textos de autores como Dario Fo e Sophia de Mello Breyner. 
Foi casado com a sexóloga Marta Crawford com quem teve dois filhos, Bárbara (1992) e João (1996).

## Filmografia
- 1979: Histórias Com Pés e Cabeça (TV)
- 1983: Origens (TV)
- 1984: Sempre-em-Pé
- 1987: Atys: Diana
- 1989: Blues do FM (TV): Tânia
- 1989: Comboio da Canhoca
- 1989: Erros Meus, Má Fortuna, Amor Ardente (TV)
- 1990: Marina, Marina (TV)
- 1993: Sozinhos em Casa (TV): Pimenta (1 episódio)
- 1993: Ideias Com História (TV):
- 1993: Nico d’Obra (TV): (1 episódio)
- 1995: Adão e Eva: Guilherme
- 1996: Barba & Cabelo (TV): Pimenta (1 episódio)
- 1998: Diário de Maria (TV)
- 1998: Médico de Família (TV)
- 1999: Três Noites Sem Dormir (TV)
- 1999-2000: A Lenda da Garça (TV): Álvaro Silva
- 2001: O Espírito da Lei (TV): (1 episódio)
- 2002-2003: Tudo por Amor (TV): Henrique Morais
- 2004: Inspector Max (TV): (1 episódio)
- 2004: Morangos com Açúcar (TV): Custódio Lencastre
- 2006: Bocage: Conde Pombeiro
- 2007: Vingança (TV):
- 2007: Floribella (TV):
- 2008: Deixa-me Amar (TV): (1 episódio)
- 2008: Liberdade 21 (TV): (1 episódio)
- 2008-2009: Morangos com Açúcar (TV): Afonso Figueiredo
- 2009: Um Lugar Para Viver (1 episódio)
- 2010: Destino Imortal (TV): Professor Lopes
- 2011. Laços de Sangue (TV): Padre Jerónimo
- 2012. Dancin' Days (TV): Ministro dos Negócios Estrangeiros
- 2017: Inspector Max (TV): (1 episódio)
- 2018: 3 Mulheres (TV): Tipógrafo
- 2018: Ruth (Cinema): Catarino Duarte
- 2021: Amor Amor (TV): GNR E. Silva
- 2022: Santiago (TV): Adelino
- 2022-2023: Praxx (TV): Tomás
- 2022-2023: Sangue Oculto (TV): Adriano Pacheco
- 2023: Abandonados (Cinema): Henry Manderson
- 2023: Projeto Delta (TV): Comandante Jorge
- 2024: Flor sem Tempo (TV): Afonso
- 2024: Senhora do Mar (TV): Agente PJ